# Итан Супли
Итан Супли (енгл. Ethan Suplee; рођен 25. маја 1976. у Њујорку, Њујорк), амерички је филмски и ТВ глумац.
Итан је прву улогу добио са 16 година у популарној ТВ серији Дечак упознаје свет 1993. Његови најпознатији филмови су Битанге из тржног центра (1995), Луд за Ејми (1997),  Америчка историја икс (1998),  Сећање на Титане (2000), Бели прах (2001), Вук са Вол стрита (2013) и Пакао на хоризонту (2016), као и у популарној ТВ серији Зовем се Ерл (2005—2009).